# Phelotrupes laevistriatus
Phelotrupes laevistriatus là một loài bọ cánh cứng trong họ Geotrupidae. Loài này được Motschulsky miêu tả khoa học năm 1858.